# För fet för ett omslag
För fet för ett omslag är ett album av den svenska komikern Svullo. Albumet innehåller bland annat en cover på låten Gasen i botten av den svenska artisten Eddie Meduza.

## Låtlista
1. Salut - 03:49
2. Grannjävlar - 03:55
3. Vamos ala Svullos latinos - 03:33
4. Robot wars - 03:34
5. Gasen i botten - 03:26
6. Loket - 03:59
7. Elake polisen - 04:09
8. Jag grisar igen - 03:36
9. Vissla med stjärten - 03:31
10. Du E Den Du E - 03:00
11. Jag älskar hockey - 03:18
12. DJ Svullo - 03:21